# Tsubura Satō
Tsubura Satō (佐藤 円?, Satō Tsubura; Yamagata, 19 febbraio 1994) è un'ex pallavolista giapponese.
Giocava nel ruolo di libero.

## Carriera
La carriera di Tsubura Satō inizia a livello scolastico, con la formazione del Liceo Commerciale di Yamagata. Diventa professionista esordendo in V.Premier League nella stagione 2012-13, vestendo la maglia delle Pioneer Red Wings: resta legata al club fino alla sua chiusura nel 2014.